# Svetlana Tripapina
Svetlana Tripapina (in russo Светлана Трипапина?; 19 febbraio 1994) è una schermitrice russa.

## Palmarès
- Mondiali:

Lipsia 2017: bronzo nel fioretto a squadre.
- Europei:

Tbilisi 2017: argento nel fioretto a squadre.
Novi Sad 2018: argento nel fioretto a squadre.